# ДТС «Чишки»
ДТС «Чишки» — упразднённое село в Шатойском районе Чеченской Республики в России.
Входило в состав Чишкинского сельского поселения. Упразднено в 2021 году.

## География
Расположено на левом берегу реки Аргун, у впадения в неё реки Гойчу, в 30 км к юго-востоку от города Грозный и в 23 км к юго-востоку от Урус-Мартана.
Ближайшие населённые пункты: на севере — сёла Пионерское и Лаха-Варанды, на северо-востоке — село Дуба-Юрт, на юго-востоке — село Дачу-Борзой и на юге — село Чишки.

## Население
| 2002 | 2010 |
| ---- | ---- |
| 0    | ↗183 |